# Barbus kubanicus
Barbus kubanicus е вид лъчеперка от семейство Шаранови (Cyprinidae). Видът не е застрашен от изчезване.

## Разпространение и местообитание
Разпространен е в Русия.
Обитава сладководни и полусолени басейни, пясъчни и скалисти дъна на морета, реки и потоци.

## Описание
На дължина достигат до 62 cm.